# Théodore Ayer
Pour les articles homonymes, voir Ayer (homonymie).
Théodore Ayer, né le 25 juillet 1905 à Romont et mort le 1er décembre 1974 à Fribourg, est une personnalité politique suisse, membre du parti conservateur.